# إنديبندينتي
نادي إنديبندينتي الرياضي (بالإسبانية: Club Atlético Independiente)‏ هو نادي كرة قدم أرجنتيني وهو نادي أساسي في الأرجنتين تأسس هذا النادي سنة 1905م.
تم تأسيس إنديبندينتي رسميًا في 1 يناير 1905، على الرغم من أن المؤسسة قد تم تشكيلها في 4 أغسطس 1904. انتقل النادي في الأصل من مونسيرات، وهو حي تاريخي في بوينس آيرس، إلى أفيلانيدافي عام 1907. وقد فاز فريق كرة القدم بـ 16 لقبًا للدوري الأرجنتيني. آخرها كان عام 2002 و 9 كؤوس وطنية.
في مسابقات كرة القدم الدولية للأندية، فاز إنديبندينتي بما مجموعه 20 لقبًا، منها 18 بطولة نظمتها كونميبول واتحادات أخرى. تشمل إنجازات إنديبندينتي الفوز سبع مرات بكأس ليبرتادوريس، حيث كان النادي الوحيد الذي فاز بأربع نهائيات على التوالي، بين عامي 1972 و 1975. وقد فاز النادي بكأس أمريكا الجنوبية ثلاث مرات، وكأس سوبر أمريكا الجنوبية مرتين، وريكوبا سودامريكانا مرة واحدة، وكأس انتركونتيننتال مرتين (1973 و 1984)، وكأس أمريكا الجنوبية مرتين، في 2010 و 2017. كانت بطولة بنك سوروجا 2018 آخر إنجاز للنادي.
بعيدأ عن كرة القدم، فإن الأنشطة الأخرى التي تمارس في النادي هي ألعاب القوى وكرة السلة والملاكمة والشطرنج والهوكي الميداني وكرة الصالات وكرة اليد والجمباز وفنون الدفاع عن النفس والبيلاتس والتزلج على الأسطوانة والغوص والسباحة والتنس والكرة الطائرة وكرة الماء واليوغا. يمتلك النادي المدرسة الخاصة به. وجود مستويات الحضانة ورياض الأطفال والابتدائية والثانوية.

## التاريخ

### التأسيس
في بداية القرن الماضي، قامت مجموعة من الموظفين من متجر أحذية يقع في مدينة بوينس آيرس بتأسيس نادي كرة قدم يسمى نادي مايبي لكرة القدم. سُمح للموظفين الشباب فقط بمشاهدة المباريات؛ لم يتمكنوا من اللعب للفريق. نتيجة لذلك، في اجتماع في حانة تقع أمام النادي، اختاروا تشكيل ناد جديد. كان الاسم الذي تم اختياره هو «إنديبندينتي» للإشارة إلى استقلالهم عن نادي مايبي لكرة القدم.
في 1 يناير 1905، أسسوا رسميًا نادي كرة القدم، ولم يكن النادي رسميًا حتى 25 مارس، عندما تم تعيين أريستيدس لانغون رئيساً، والسكرتير دانييل بيفيلاكوا، وخوان أرتاو وكيلاً، وكارلوس ديجيورجي أمين الصندوق؛ المؤسسون الآخرون هم أندريس فيرييه وفيكتور كامينو وخوسيه هيرميدا.

### السنوات الأولى

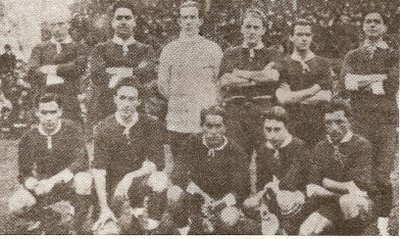
إنديبندينتي في عام 1922، في ذلك العام فاز الفريق بأول بطولة له في الدوري

وقع النادي للعب في الدرجتين الثانية والثالثة من الدوري الأرجنتيني للهواة. في دوري الدرجة الثانية لعبوا بانتظام، لكن في الدرجة الثالثة خسروا أمام أتلانتا 20-1. بعد بضع مباريات، في 9 يونيو 1907، واجهوا غريمهم التقليدي للمرة الأولى، راسينغ كلوب. بعد الخسارة 20-1 اعتقد الجميع تقريبًا أنه سيكون فوزًا سهلاً لراسينغ، لكن إندبندينتي فاز 3-2. في وقت لاحق، في عام 1912، دعا الاتحاد الأرجنتيني لكرة القدم إنديبندينتي للمشاركة في دوري الدرجة الأولى من الدوري، والذي سيصبح قريبًا البطولة الاحترافية الرسمية في الأرجنتين.

### من الأبيض إلى الأحمر
كان زي إنديبندينتي الأصلي أبيض بالكامل. في عام 1907، عندما رأى الرئيس أريستيدس لانغون نادي نوتنغهام فورست يفوز بنتيجة 6-0 ضد نادي ألمني، أقوى نادٍ أرجنتيني في تلك الحقبة، لذلك قرر منح إندبيندينتي مظهرًا جديدًا وتبني ألوان نوتنغهام فورست. في عام 1908، في مباراة ضد بريستول الأوروغواي، ارتدى إنديبندينتي الزي الأحمر لأول مرة، بعد تغيير اسمه الأصلي أيضًا إلى نادي أتلتيكو إندبندينتي.

### العشرينيات
في عشرينيات القرن الماضي، أصبح إنديبندينتي بطل دوري الهواة الأول مرتين، في عامي 1922 و 1926. كان مانويل سيوان ورايموندو أورسي جزءًا من ذلك الفرق. ثم انتقل أورسي إلى يوفنتوس عام 1928 وأصبح أسطورة، وانضم إلى المنتخب الإيطالي الذي فاز بكأس العالم عام 1934.

### من الثلاثينيات إلى الخمسينيات

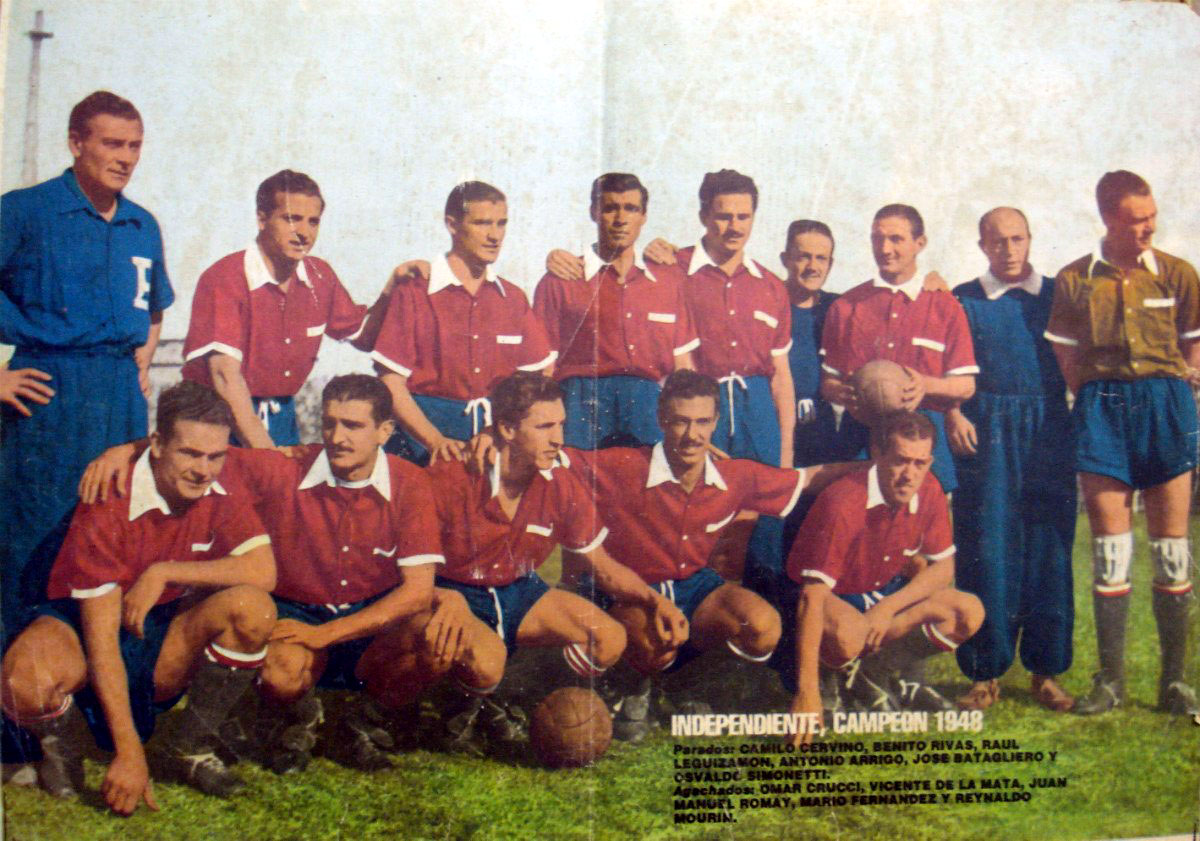
انديبندينتي بطل الأرجنتين عام 1948

فاز إندبندينتي بأول بطولة احترافية له في عام 1938 ومرة أخرى في عام 1939. كان آرسنيو إريكو جزءًا من هذا الفريق وكان هدافًا في عامي 1937 و 1939. واستمر إيريكو ليصبح أفضل هداف على الإطلاق في دوري الدرجة الأولى الأرجنتيني.
في تلك السنوات اشتهر النادي بانتصاراته مع النتائج الكبيرة. في عام 1938، سجل إنديبندينتي 115 هدفًا في 32 مباراة، وفي عام 1939 سجل 103 هدفًا في 34 مباراة. يعتبر هذا الفريق حاليًا هو الفريق الذي سجل أكبر عدد من الأهداف في الدوري الأرجنتيني.
كان على إنديبندينتي الانتظار تسع سنوات ليصبح بطلًا مرة أخرى. وحدث هذا في عام 1948. في المباريات الخمس الأخيرة، لعب إنديبندينتي مع لاعبين غير محترفين واستطاع الفوز بالبطولة. بعد هذا النجاح، كان على النادي الانتظار لفترة طويلة لاستعادة اللقب.

### من الستينيات إلى الثمانينيات
بدأ إنديبندينتي الستينيات بلقب الدوري الأرجنتيني، وفاز به مرة أخرى في عام 1963. في ذلك الوقت، كان إنديبندينتي يضم أكثر من 45000 عضو، وملعب، وكان ينمو مؤسسيًا. لكن أحد أكبر نجاحات إنديبندينتي جاءت في عام 1964، عندما أصبح أول فريق أرجنتيني يفوز بكأس ليبرتادوريس. كرر إنديبندينتي الإنجاز نفسه في عام 1965.
في عام 1967، فاز إنديبندينتي بلقب الدوري مرة أخري.

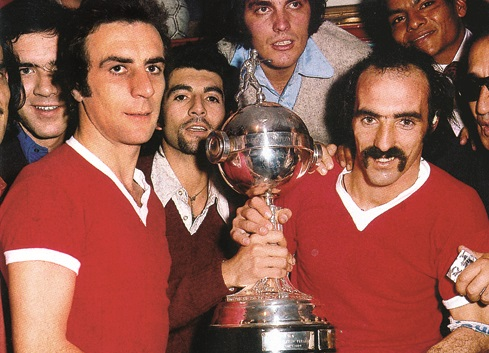
خوسيه باستوريزا وريكاردو بافوني مع كأس كوبا ليبرتادوريس عام 1972

كانت أعظم إنجازات إنديبندينتي في السبعينيات هي قهر البطولة القارية مرة أخرى، وهذه المرة برقم قياسي أربع مرات على التوالي. فاز النادي بكأس ليبرتادوريس عام 1972 بعد فوزه على يونيفرسيتاريو بيرو، كأس ليبرتادوريس عام 1973 بعد مباراة فاصلة ثالثة في ملعب سينتيناريو ضد كولو كولو، كوبا ليبرتادوريس عام 1974 بعد مباراة فاصلة أخرى أقيمت في سانتياغو ضد ساو باولو البرازيلي، وكوبا ليبرتادوريس 1975 ضد يونيون إسبانيولا. بعد لقب عام 1973، أصبح إنديبندينتي أكثر فريق يحصل على ألقاب كوبا ليبرتادوريس.
تمكن الفريق الأرجنتيني من الفوز بكأس الانتركونتيننتال عام 1973 ضد يوفنتوس، في مباراة واحدة أقيمت على ملعب أوليمبيكو في روما، حيث سجل ريكاردو بوتشيني ليمنح إندبندينتي الفوز 1-0.
كانت المباراة التي لا تنسى هي المباراة الأخيرة في 1977، وكانت المباراة النهائية ضد نادي تاليريس كوردوبا. في مباراة الذهاب كان هناك تعادل (1-1) على ملعب إندبندينتي، وفي المباراة الحاسمة في قرطبة، كانت النتيجة متساوية. قبل 15 دقيقة فقط من نهاية المباراة، سجل تاليريس هدفًا مشكوكًا فيه. وبسبب ذلك، احتج لاعبو إنديبندينتي بشدة، وردا على ذلك، أظهر الحكم البطاقة الحمراء لثلاثة لاعبين. مع وجود 8 لاعبين فقط في الملعب ومع تبقي بضع دقائق فقط، تمكن إندبندينتي من التعادل بهدف من بوتشيني بتمريرة من بيرتوني. أصبح إنديبندينتي بطلاً بفضل الهدفين اللذين سجلهما خارج أرضه.

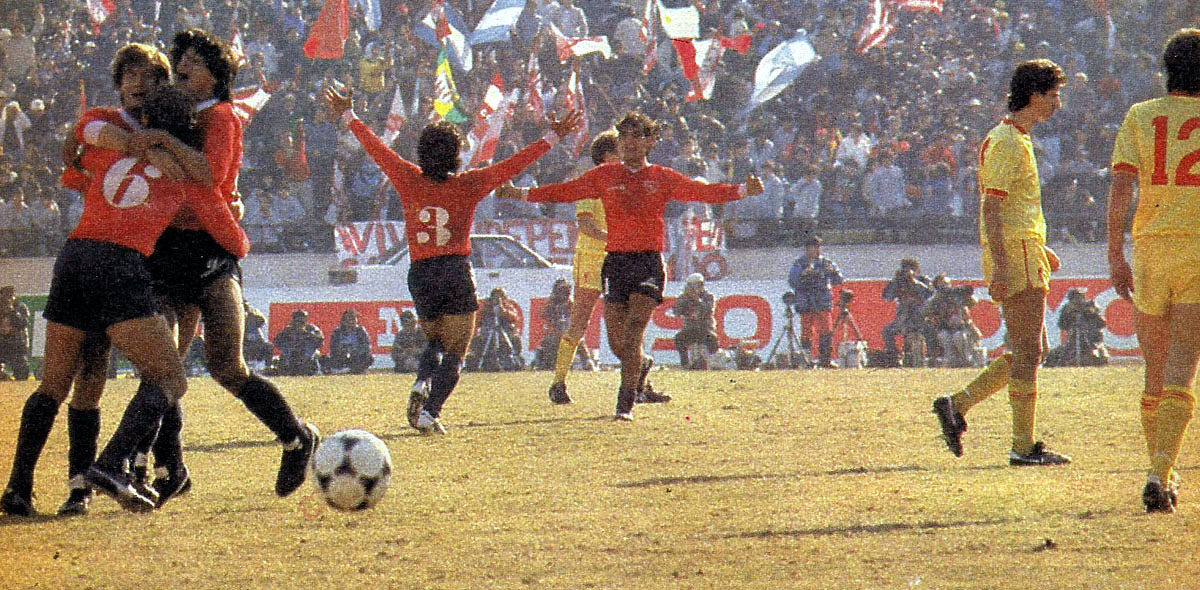
إندبندنتي يحتفل بكأس إنتركونتيننتال 1984 بعد فوزه على ليفربول في طوكيو

في عام 1984 حققوا كأس ليبرتادوريس السابع وأصبح الفريق الذي حقق أكبر عدد من الانتصارات في مسابقة الأندية في أمريكا الجنوبية. ثم ذهب إندبندينتي للعب ضد ليفربول في طوكيو باليابان لكأس إنتركونتيننتال. وانتهت المباراة بفوز إنديبندينتي بنتيجة 1-0.

### التسعينيات
بدأ إنديبندينتي التسعينيات بإعتزال ريكاردو بوتشيني في عام 1991. من عام 1972 إلى عام 1991، لعب بوتشيني فقط مع إندبندينتي (والمنتخب الأرجنتيني) وكان أحد لاعبي الحقبة الذهبية، بـ 8 ألقاب دولية و 4 بطولات أرجنتينية. لعب ما مجموعه 740 مباراة وسجل 107 هدفا.
بعد ذلك، فاز إندبندينتي بدوري 1994 على المستوى المحلي، بينما في الموسم التالي، فاز الفريق بكأس سوبركوبا ليبرتادورس 1994، بدءًا من دور الـ16 وهزم على التوالي الفرق البرازيلية سانتوس وغريميو وكروزيرو. كما هو الحال في عام 1989، تنافس في نهائي سوبركوبا ليبرتادورس فريقان من كرة القدم الأرجنتينية، إندبندينتي وبوكا جونيورز، حيث فاز إندبندينتي باللقب بالتعادل 1-1 في لا بومبونيرا والفوز 1-0 على أرضه بهدف عن طريق سيباستيان رامبرت.
تنافس إنديبندينتي وفاز بلقب ريكوبا سوداميريكانا 1995 ضد الفائز بكأس ليبرتادوريس فيليز سارسفيلد في مباراة واحدة أقيمت في طوكيو باليابان، بفضل هدف واحد من خوسيه سيريزويلا.
جاء لقب دولي جديد في عروض إنديبندينتي حيث تمكنوا من الدفاع عن اللقب في سوبركوبا ليبرتادورس 1995 بعد الفوز بنتيجة 2-1 في مجموع المباراتين على فلامنغو البرازيلي، ليصبح أول فريق أجنبي يتم تتويجه في ملعب ماراكانا. حقق النادي ما مجموعه 15 بطولة دولية. ومع ذلك، فشل وخسر ريكوبا سوداميريكانا عام 1996 بنتيجة 1-4 أمام جريميو في ملعب كوبي يونيفرسيداد التذكاري.
في صيف 2002، وقع المهاجم الأوروغواياني دييغو فورلان لنادي مانشستر يونايتد مقابل 7.5 مليون جنيه إسترليني وكانت النتيجة خسارة كل القوة الهجومية. احتل إندبندينتي للمرة الأولى المركز الأخير في الدوري الأرجنتيني في بطولة 2002، وسجل 14 هدفًا في 19 مباراة.
لكن في الموسم التالي حقق الفريق لقبهم التالي بتتويجه بطلاً للبطولة الافتتاحية لعام 2002. يُذكر هذا الفريق جيدًا بسبب تشكيلته الهجومية المكونه من أندريس سيلفارا، فيديريكو إنسوا ودانييل مونتينيقرو، ثلاثة لاعبين لديهم مستقبل في المنتخب الوطني، بينما كان في الدفاع غابرييل ميليتو.

## الزي الرسمي والشعار

### الزي الرسمي
كان أول قميص يرتديه النادي منذ تأسيسه عام 1904 أبيض اللون وعلي صدره شارة زرقاء مكتوب عليها "IFC" («نادي إنديبندينتي لكرة القدم»). هذه الشارة مستوحاة من نادي سانت أندرو الرياضي. لم يتم ارتداء القميص الأحمر التقليدي حتى عام 1908، وكان مستوحى من فريق نوتنغهام فورست الإنجليزي، الذي قام بجولة في الأرجنتين في عام 1905. أعجب المدراء التنفيذيون في إنديبندينتي بأداء النادي لدرجة أنهم قرروا اعتماد الألوان الحمراء للنادي. ظهر القميص الأحمر لأول مرة في 10 مايو 1908.

### الشعار

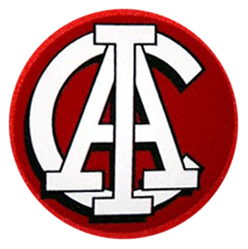
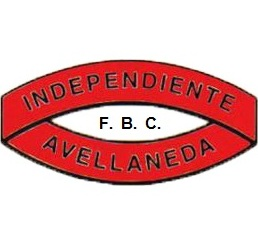

## الملعب

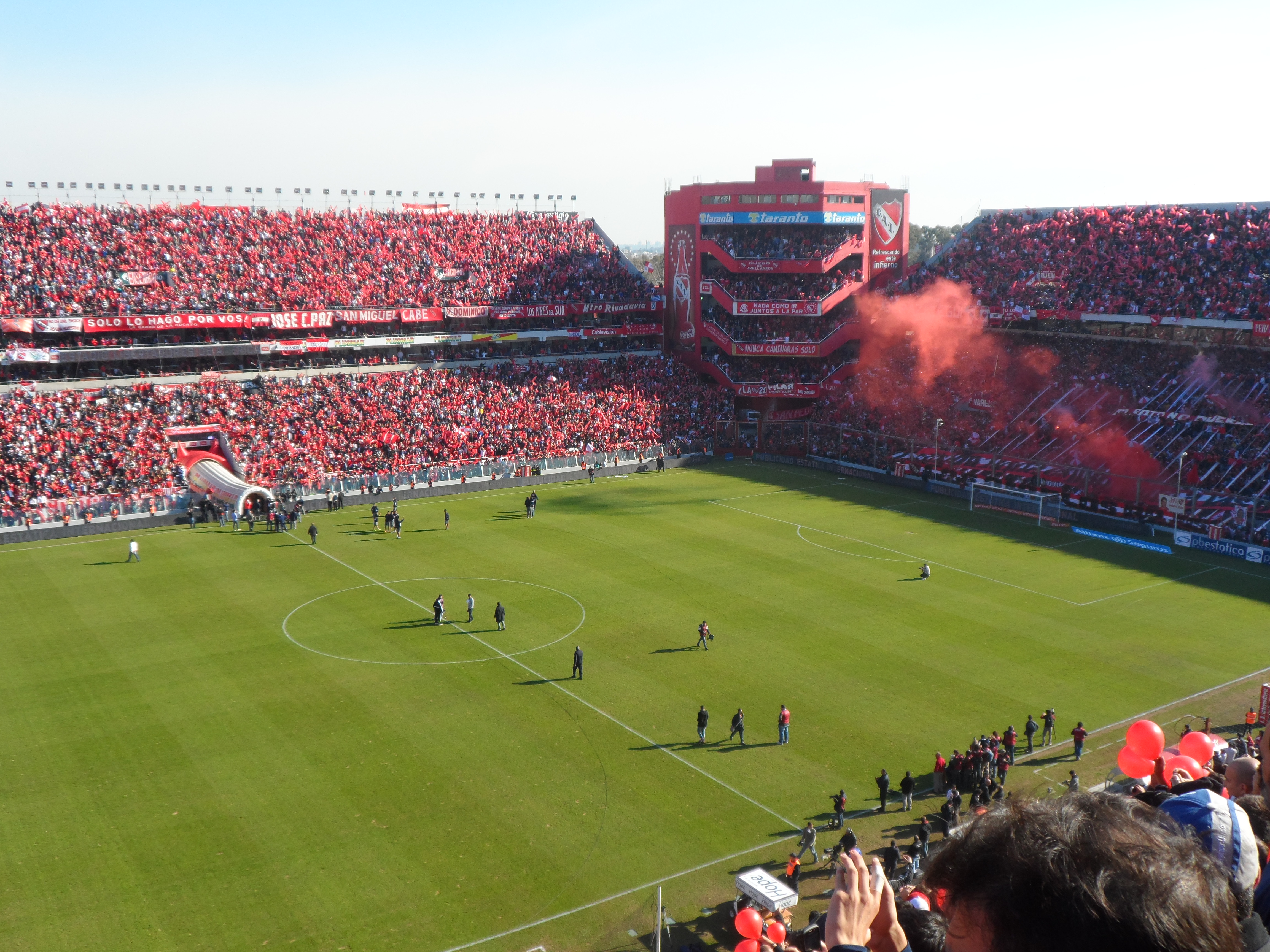
ملعب ليبرتادوريس دي أمريكا

ملعب ليبرتادوريس دي أمريكا هو ملعب يقع في أفيلانيدا، مقاطعة بوينس آيرس. تم تسمية الاستاد رسميًا مؤخرًا فقط في عام 2005، بعد أن كان يُعرف سابقًا باسم «استاد انديبندينتي».
في 4 مارس 1928، في مباراة ضد بينارول من أوروجواي انتهت بالتعادل، أنشأ إندبندينتي أول ملعب خرساني في أمريكا الجنوبية وسيتضيف جميع النهائيات الدولية التي لعبها إندبندينتي كفريق محلي (7 من كأس ليبرتادوريس، 3 من كؤوس إنتركونتيننتال، 2 من كأس السوبر الأمريكية الجنوبية و 2 من كأس إنترأمريكانا) بالإضافة إلى العديد من مباريات الأرجنتين الدولية، معظمها في ثلاثينيات وأربعينيات القرن العشرين.
تم إغلاق الملعب للإصلاحات في عام 2007، وأعيد افتتاحه في 28 أكتوبر 2009 في مباراة الدوري ضد كولون دي سانتا في، والتي فاز فيها إندبندينتي بنتيجة 3-2. أثناء البناء، لعب إنديبندينتي مبارياته على أرضه في أربعة ملاعب.
في يوليو 2014، كان أحد الأهداف هو الانتهاء من الملعب. وهكذا، في الفوز 2-1 على راسينغ كلوب في 31 أغسطس، يمكن رؤية مدرج «بوتشيني ألتا» منتهيًا. في مايو 2015، بدأ بناء «الحلق 3»، كما تم الانتهاء من مدرج «بوشيني باجا»، بالإضافة إلى الصناديق وكذلك قطاع الصحافة. في 16 ديسمبر 2016، عندما كان يواجه بانفيلد، افتتح إنديبندينتي الملعب بالكامل.

## الإنجازات

### المحلية
- الدوري الأرجنتيني (16)

### القارية
- كأس أندية أمريكا الجنوبية (كوبا ليبرتادوريس): 7 مرات (رقم قياسي.!)
- كأس الإنتركونتيـنيـنتال: 2 (مرتين).
- كأس السوبر لأمريكا الجنوبية: 2 (مرتين).
- كأس الريكوبا سوداميريكانا: 1 (مرة).
- كأس الإنترميركانا: 3 (مرات).

## روابط إضافية
- الموقع الرسمي (إسبانية وإنجليزية)
- Argentine Football Association AFA (إسبانية وإنجليزية)
- TiempoRojo (Unofficial site) (إسبانية)
- Independiente 1905 (Unofficial site) (إسبانية)
- El Orgullo Nacional - The National Pride (Unofficial site) (إسبانية)
- Independiente at UOL's site (إسبانية)
- InfiernoRojo (إسبانية)
- News MuyDiablo (إسبانية)
- News El Gran Campeón (إسبانية)
- Futbol Pasion (إسبانية)
- Rey de Copas (إسبانية)
- News Diablos de Avellaneda (إسبانية)
- Soy Del Diablo (إسبانية)